# Olympische Sommerspiele 2016/Teilnehmer (Kroatien)
| Gelbes Symbol für Goldmedaillen mit stilisierten Olympischen Ringen | Graues Symbol für Silbermedaillen mit stilisierten Olympischen Ringen | Braundes Symbol für Bronzemedaillen mit stilisierten Olympischen Ringen |
| ------------------------------------------------------------------- | --------------------------------------------------------------------- | ----------------------------------------------------------------------- |
| 5                                                                   | 3                                                                     | 2                                                                       |

Kroatien nahm an den Olympischen Spielen 2016 in Rio de Janeiro teil. Es war die insgesamt achte Teilnahme an Olympischen Sommerspielen. Das Kroatische Olympische Komitee nominierte 87 Athleten in 18 Sportarten.

## Teilnehmer nach Sportarten

### Basketball
| Wettbewerb    | Männer |
| ------------- | --- |
| Athleten      | Luka Babić Filip Krušlin Rok Stipčević Krunoslav Simon Mario Hezonja Dario Šarić Roko Leni Ukić Darko Planinić Miro Bilan Željko Šakić Marko Arapović Bojan Bogdanović |
| Trainer       | Aleksandar Petrović |
| Gruppenphase  | Spanien (72:70) Argentinien (82:90) Brasilien (80:76) Nigeria (76:90) Litauen (90:81)                                                                                  |
| Viertelfinale | Serbien (83:86) |
| Halbfinale    | ausgeschieden |
| Finale        | ausgeschieden |
| Platzierung   | 5. Platz |

### Boxen
| Athleten      | Wettbewerb                    | 1. Runde          | 1. Runde | Achtelfinale       | Achtelfinale | Viertelfinale | Viertelfinale | Halbfinale    | Halbfinale    | Finale        | Finale        | Rang          |
| Athleten      | Wettbewerb                    | Gegner            | Ergebnis | Gegner             | Ergebnis     | Gegner        | Ergebnis      | Gegner        | Ergebnis      | Gegner        | Ergebnis      | Rang          |
| ------------- | ----------------------------- | ----------------- | -------- | ------------------ | ------------ | ------------- | ------------- | ------------- | ------------- | ------------- | ------------- | ------------- |
| Männer        |                               |                   |          |                    |              |               |               |               |               |               |               |               |
| Hrvoje Sep    | Halbschwergewicht bis 81 kg   | Abdelrahman Salah | 2:1      | Michel Borges      | 0:3          | ausgeschieden | ausgeschieden | ausgeschieden | ausgeschieden | ausgeschieden | ausgeschieden | ausgeschieden |
| Filip Hrgović | Superschwergewicht über 91 kg | Freilos           | Freilos  | Ali Eren Demirezen | 3:0          | Lenier Pero   | TKO           | Tony Yoka     | 1:2           | ausgeschieden | ausgeschieden | Bronze        |

### Gewichtheben
| Athleten   | Wettbewerb       | Reißen  | Reißen | Stoßen  | Stoßen | Zweikampf | Zweikampf | Rang |
| Athleten   | Wettbewerb       | Gewicht | Rang   | Gewicht | Rang   | Gewicht   | Rang      | Rang |
| ---------- | ---------------- | ------- | ------ | ------- | ------ | --------- | --------- | ---- |
| Männer     |                  |         |        |         |        |           |           |      |
| Amar Musić | Klasse bis 85 kg | 150 kg  | 16     | 186 kg  | 15     | 336 kg    | 15        | 15   |

### Handball
| Wettbewerb    | Männer |
| ------------- | --- |
| Athleten      | Ilija Brozović Ivan Čupić Domagoj Duvnjak Jakov Gojun Zlatko Horvat Igor Karačić Marko Kopljar Krešimir Kozina Marko Mamić Ivan Pešić (TW) Ivan Slišković Luka Stepančić Ivan Stevanović (TW) Manuel Štrlek |
| Trainer       | Željko Babić |
| Gruppenphase  | Katar 23:30 (8:14) Argentinien 27:26 (14:15) Dänemark 27:24 (15:12) Frankreich 29:28 (14:12) Tunesien 41:26 (25:10)                                                                                         |
| Viertelfinale | Polen 27:30 (14:18) |
| Halbfinale    | ausgeschieden |
| Finale        | ausgeschieden |
| Platzierung   | 5. Platz |

### Judo
| Athleten      | Wettbewerb       | 1. Runde | 1. Runde    | 2. Runde      | 2. Runde      | Viertelfinale | Viertelfinale | Halbfinale / Trostrunde | Halbfinale / Trostrunde | Finale / Platz 3 | Finale / Platz 3 | Rang |
| Athleten      | Wettbewerb       | Gegner   | Ergebnis    | Gegner        | Ergebnis      | Gegner        | Ergebnis      | Gegner                  | Ergebnis                | Gegner           | Ergebnis         | Rang |
| ------------- | ---------------- | -------- | ----------- | ------------- | ------------- | ------------- | ------------- | ----------------------- | ----------------------- | ---------------- | ---------------- | ---- |
| Frauen        |                  |          |             |               |               |               |               |                         |                         |                  |                  |      |
| Barbara Matić | Klasse bis 70 kg | M. Pérez | 000s0:011s2 | ausgeschieden | ausgeschieden | ausgeschieden | ausgeschieden | ausgeschieden           | ausgeschieden           | ausgeschieden    | ausgeschieden    | 17   |

### Leichtathletik
Laufen und Gehen 
| Athleten         | Wettbewerb   | Runde 1 | Runde 1 | Halbfinale | Halbfinale | Finale        | Finale        | Rang |
| Athleten         | Wettbewerb   | Zeit    | Rang    | Zeit       | Rang       | Zeit          | Rang          | Rang |
| ---------------- | ------------ | ------- | ------- | ---------- | ---------- | ------------- | ------------- | ---- |
| Frauen           |              |         |         |            |            |               |               |      |
| Matea Matošević  | Marathon     | –       | –       | –          | –          | 2:50:00 h     | 104           | 104  |
| Marija Vrajić    | Marathon     | –       | –       | –          | –          | 2:59:24 h     | 119           | 119  |
| Andrea Ivančević | 100 m Hürden | 12,90 s | 17      | 12,93 s    | 13         | ausgeschieden | ausgeschieden | 13   |

 Springen und Werfen 
| Athleten         | Wettbewerb     | Qualifikation | Qualifikation | Finale        | Finale        | Rang   |
| Athleten         | Wettbewerb     | Weite/Höhe    | Rang          | Weite/Höhe    | Rang          | Rang   |
| ---------------- | -------------- | ------------- | ------------- | ------------- | ------------- | ------ |
| Frauen           |                |               |               |               |               |        |
| Ana Šimić        | Hochsprung     | 1,89 m        | 22            | ausgeschieden | ausgeschieden | 22     |
| Blanka Vlašić    | Hochsprung     | 1,94 m        | 1             | 1,97 m        | 3             | Bronze |
| Sandra Perković  | Diskuswurf     | 64,81 m       | 3             | 69,21 m       | 1             | Gold   |
| Sara Kolak       | Speerwurf      | 64,30 m       | 3             | 66,18 m       | 1             | Gold   |
| Männer           |                |               |               |               |               |        |
| Ivan Horvat      | Stabhochsprung | 5,30 m        | 27            | ausgeschieden | ausgeschieden | 27     |
| Filip Mihaljević | Kugelstoßen    | 19,69 m       | 21            | ausgeschieden | ausgeschieden | 21     |
| Stipe Žunić      | Kugelstoßen    | 20,52 m       | 8             | 20,04 m       | 11            | 11     |

### Radsport

#### Straße
| Athleten          | Wettbewerb    | Zeit          | Rang          |
| ----------------- | ------------- | ------------- | ------------- |
| Männer            |               |               |               |
| Kristijan Đurasek | Straßenrennen | 6:13:36 h     | 18            |
| Matija Kvasina    | Straßenrennen | nicht beendet | nicht beendet |

### Ringen
| Athleten                         | Wettbewerb       | 1. Runde | 1. Runde | Achtelfinale | Achtelfinale | Viertelfinale | Viertelfinale | Halbfinale    | Halbfinale | Hoffnungsrunde Viertelfinale | Hoffnungsrunde Viertelfinale | Hoffnungsrunde Halbfinale | Hoffnungsrunde Halbfinale | Hoffnungsrunde Finale | Hoffnungsrunde Finale | Finale        | Finale   | Rang |
| Athleten                         | Wettbewerb       | Gegner   | Ergebnis | Gegner       | Ergebnis     | Gegner        | Ergebnis      | Gegner        | Ergebnis   | Gegner                       | Ergebnis                     | Gegner                    | Ergebnis                  | Gegner                | Ergebnis              | Gegner        | Ergebnis | Rang |
| -------------------------------- | ---------------- | -------- | -------- | ------------ | ------------ | ------------- | ------------- | ------------- | ---------- | ---------------------------- | ---------------------------- | ------------------------- | ------------------------- | --------------------- | --------------------- | ------------- | -------- | ---- |
| griechisch-römischer Stil Männer |                  |          |          |              |              |               |               |               |            |                              |                              |                           |                           |                       |                       |               |          |      |
| Božo Starčević                   | Klasse bis 75 kg | Freilos  | Freilos  | Selçuk Çebi  | 3:1          | Andy Bisek    | 3:0           | Roman Wlassow | 1:3        | –                            | –                            | –                         | –                         | –                     | –                     | Kim Hyeon-woo | 1:3      | 5    |

### Rudern
| Athleten                        | Wettbewerb   | Vorlauf     | Vorlauf | Vorlauf       | Hoffnungslauf | Hoffnungslauf | Hoffnungslauf | Viertelfinale | Viertelfinale | Viertelfinale | Halbfinale  | Halbfinale | Halbfinale    | Finale      | Finale | Rang   |
| Athleten                        | Wettbewerb   | Zeit        | Platz   | Qualifikation | Zeit          | Platz         | Qualifikation | Zeit          | Platz         | Qualifikation | Zeit        | Platz      | Qualifikation | Zeit        | Platz  | Rang   |
| ------------------------------- | ------------ | ----------- | ------- | ------------- | ------------- | ------------- | ------------- | ------------- | ------------- | ------------- | ----------- | ---------- | ------------- | ----------- | ------ | ------ |
| Männer                          |              |             |         |               |               |               |               |               |               |               |             |            |               |             |        |        |
| Damir Martin                    | Einer        | 7:23,08 min | 2       | Viertelfinale | –             | –             | –             | 6:44,44 min   | 1             | Halbfinale    | 6:59,43 min | 2          | Finale        | 6:41,34 min | 2      | Silber |
| Martin Sinković Valent Sinković | Doppelzweier | 6:30,09 min | 1       | Halbfinale    | –             | –             | –             | –             | –             | –             | 6:12,27 min | 1          | Finale        | 6:50,28 min | 1      | Gold   |

### Schießen
| Athleten            | Wettbewerb                               | Qualifikation   | Qualifikation | Halbfinale      | Halbfinale | Finale          | Finale        | Ringe/ Scheiben | Rang |
| Athleten            | Wettbewerb                               | Ringe/ Scheiben | Rang          | Ringe/ Scheiben | Rang       | Ringe/ Scheiben | Rang          | Ringe/ Scheiben | Rang |
| ------------------- | ---------------------------------------- | --------------- | ------------- | --------------- | ---------- | --------------- | ------------- | --------------- | ---- |
| Frauen              |                                          |                 |               |                 |            |                 |               |                 |      |
| Marija Marović      | Luftpistole 10 Meter                     | 377             | 33            | –               | –          | ausgeschieden   | ausgeschieden | 377             | 33   |
| Valentina Gustin    | Luftgewehr 10 Meter                      | 413,9           | 23            | –               | –          | ausgeschieden   | ausgeschieden | 413,9           | 23   |
| Snježana Pejčić     | Luftgewehr 10 Meter                      | 416             | 7             | –               | –          | 102             | 7             | 518             | 7    |
| Snježana Pejčić     | Kleinkaliber Dreistellungskampf 50 Meter | 580             | 12            | –               | –          | ausgeschieden   | ausgeschieden | 580             | 12   |
| Tanja Perec         | Kleinkaliber Dreistellungskampf 50 Meter | 572             | 29            | –               | –          | ausgeschieden   | ausgeschieden | 572             | 29   |
| Männer              |                                          |                 |               |                 |            |                 |               |                 |      |
| Petar Gorša         | Luftpistole 10 Meter                     | 628             | 3             | –               | –          | 101             | 7             | 729             | 7    |
| Petar Gorša         | Kleinkaliber Dreistellungskampf 50 Meter | 1174            | 9             | –               | –          | ausgeschieden   | ausgeschieden | 1174            | 9    |
| Petar Gorša         | Kleinkaliber liegend 50 Meter            | 621,9           | 20            | –               | –          | ausgeschieden   | ausgeschieden | 621,9           | 20   |
| Giovanni Cernogoraz | Trap                                     | 116             | 9             | –               | –          | ausgeschieden   | ausgeschieden | 116             | 9    |
| Josip Glasnović     | Trap                                     | 120             | 3             | 15              | 1          | 13 (+4)         | 1             | 152             | Gold |

### Schwimmen
| Athleten        | Wettbewerb    | Vorlauf     | Vorlauf | Halbfinale    | Halbfinale    | Finale        | Finale        | Rang |
| Athleten        | Wettbewerb    | Zeit        | Rang    | Zeit          | Rang          | Zeit          | Rang          | Rang |
| --------------- | ------------- | ----------- | ------- | ------------- | ------------- | ------------- | ------------- | ---- |
| Frauen          |               |             |         |               |               |               |               |      |
| Matea Samardžić | 100 m Rücken  | 1:00,46 min | 13      | 1:00,60 min   | 14            | ausgeschieden | ausgeschieden | 14   |
| Matea Samardžić | 200 m Rücken  | 2:10,51 min | 15      | 2:09,83 min   | 15            | ausgeschieden | ausgeschieden | 15   |
| Matea Samardžić | 400 m Lagen   | 4:39,41 min | 17      | –             | –             | ausgeschieden | ausgeschieden | 17   |
| Frauen          |               |             |         |               |               |               |               |      |
| Mario Todorović | 50 m Freistil | 22,65 s     | 40      | ausgeschieden | ausgeschieden | ausgeschieden | ausgeschieden | 40   |

### Segeln
Fleet Race
| Athleten                  | Wettbewerb      | Qualifikation | Qualifikation | Medal Race    | Medal Race    | Punkte | Rang   |
| Athleten                  | Wettbewerb      | Punkte        | Rang          | Punkte        | Rang          | Punkte | Rang   |
| ------------------------- | --------------- | ------------- | ------------- | ------------- | ------------- | ------ | ------ |
| Frauen                    |                 |               |               |               |               |        |        |
| Tina Mihelić              | Laser Radial    | 124           | 13            | ausgeschieden | ausgeschieden | 124    | 13     |
| Männer                    |                 |               |               |               |               |        |        |
| Luka Mratović             | Windsurfen RS:X | 245           | 24            | ausgeschieden | ausgeschieden | 245    | 24     |
| Tonči Stipanović          | Laser           | 58            | 1             | 18            | 9             | 76     | Silber |
| Ivan Kljaković Gašpić     | Finn Dinghy     | 69            | 3             | 20            | 10            | 89     | 5      |
| Šime Fantela Igor Marenić | 470er           | 27            | 1             | 16            | 8             | 43     | Gold   |
| Petar Cupać Pavle Kostov  | 49er            | 122           | 15            | ausgeschieden | ausgeschieden | 122    | 15     |

### Taekwondo
| Athleten         | Wettbewerb       | Achtelfinale       | Achtelfinale | Viertelfinale | Viertelfinale | Hoffnungsrunde Halbfinale | Hoffnungsrunde Halbfinale | Halbfinale    | Halbfinale    | Hoffnungsrunde Finale | Hoffnungsrunde Finale | Finale        | Finale        | Rang          |
| Athleten         | Wettbewerb       | Gegner             | Ergebnis     | Gegner        | Ergebnis      | Gegner                    | Ergebnis                  | Gegner        | Ergebnis      | Gegner                | Ergebnis              | Gegner        | Ergebnis      | Rang          |
| ---------------- | ---------------- | ------------------ | ------------ | ------------- | ------------- | ------------------------- | ------------------------- | ------------- | ------------- | --------------------- | --------------------- | ------------- | ------------- | ------------- |
| Frauen           |                  |                    |              |               |               |                           |                           |               |               |                       |                       |               |               |               |
| Lucija Zaninović | Klasse bis 49 kg | Ainur Jesbergenowa | 18:7         | Yasmina Aziez | 3:4           | ausgeschieden             | ausgeschieden             | ausgeschieden | ausgeschieden | ausgeschieden         | ausgeschieden         | ausgeschieden | ausgeschieden | ausgeschieden |
| Ana Zaninović    | Klasse bis 57 kg | Kimia Alisadeh     | 6:7          | ausgeschieden | ausgeschieden | ausgeschieden             | ausgeschieden             | ausgeschieden | ausgeschieden | ausgeschieden         | ausgeschieden         | ausgeschieden | ausgeschieden | ausgeschieden |
| Männer           |                  |                    |              |               |               |                           |                           |               |               |                       |                       |               |               |               |
| Filip Grgić      | Klasse bis 68 kg | Joel González      | 3:4          | ausgeschieden | ausgeschieden | ausgeschieden             | ausgeschieden             | ausgeschieden | ausgeschieden | ausgeschieden         | ausgeschieden         | ausgeschieden | ausgeschieden | ausgeschieden |

### Tennis
| Athleten                   | Wettbewerb | 1. Runde                     | 1. Runde  | 2. Runde             | 2. Runde      | Achtelfinale  | Achtelfinale   | Viertelfinale | Viertelfinale | Halbfinale    | Halbfinale    | Finale        | Finale        |
| Athleten                   | Wettbewerb | Gegner                       | Ergebnis  | Gegner               | Ergebnis      | Gegner        | Ergebnis       | Gegner        | Ergebnis      | Gegner        | Ergebnis      | Gegner        | Ergebnis      |
| -------------------------- | ---------- | ---------------------------- | --------- | -------------------- | ------------- | ------------- | -------------- | ------------- | ------------- | ------------- | ------------- | ------------- | ------------- |
| Frauen                     |            |                              |           |                      |               |               |                |               |               |               |               |               |               |
| Ana Konjuh                 | Einzel     | Annika Beck                  | 7:65, 6:1 | Carla Suárez Navarro | 6:75, 3:6     | ausgeschieden | ausgeschieden  | ausgeschieden | ausgeschieden | ausgeschieden | ausgeschieden | ausgeschieden | ausgeschieden |
| Männer                     |            |                              |           |                      |               |               |                |               |               |               |               |               |               |
| Marin Čilić                | Einzel     | Grigor Dimitrow              | 6:1, 6:4  | Radu Albot           | 6:3, 6:4      | Gaël Monfils  | 7:66, 3:6, 4:6 | ausgeschieden | ausgeschieden | ausgeschieden | ausgeschieden | ausgeschieden | ausgeschieden |
| Borna Ćorić                | Einzel     | Gilles Simon                 | 4:6, 6:71 | ausgeschieden        | ausgeschieden | ausgeschieden | ausgeschieden  | ausgeschieden | ausgeschieden | ausgeschieden | ausgeschieden | ausgeschieden | ausgeschieden |
| Marin Čilić Marin Draganja | Doppel     | Novak Đoković Nenad Zimonjić | 2:6, 2:6  | –                    | –             | ausgeschieden | ausgeschieden  | ausgeschieden | ausgeschieden | ausgeschieden | ausgeschieden | ausgeschieden | ausgeschieden |

### Tischtennis
| Athleten      | Wettbewerb | 1. Runde | 1. Runde | 2. Runde | 2. Runde | 3. Runde       | 3. Runde | 4. Runde      | 4. Runde      | Viertelfinale | Viertelfinale | Halbfinale    | Halbfinale    | Finale        | Finale        | Rang          |
| Athleten      | Wettbewerb | Gegner   | Ergebnis | Gegner   | Ergebnis | Gegner         | Ergebnis | Gegner        | Ergebnis      | Gegner        | Ergebnis      | Gegner        | Ergebnis      | Gegner        | Ergebnis      | Rang          |
| ------------- | ---------- | -------- | -------- | -------- | -------- | -------------- | -------- | ------------- | ------------- | ------------- | ------------- | ------------- | ------------- | ------------- | ------------- | ------------- |
| Männer        |            |          |          |          |          |                |          |               |               |               |               |               |               |               |               |               |
| Andrej Gaćina | Einzel     | Freilos  | Freilos  | Freilos  | Freilos  | Paul Drinkhall | 2:4      | ausgeschieden | ausgeschieden | ausgeschieden | ausgeschieden | ausgeschieden | ausgeschieden | ausgeschieden | ausgeschieden | ausgeschieden |

### Turnen

#### Gerätturnen
| Athleten  | Wettbewerb       | Qualifikation | Qualifikation | Finale        | Finale        | Rang |
| Athleten  | Wettbewerb       | Punkte        | Rang          | Punkte        | Rang          | Rang |
| --------- | ---------------- | ------------- | ------------- | ------------- | ------------- | ---- |
| Frauen    |                  |               |               |               |               |      |
| Ana Đerek | Mehrkampf Einzel | nicht beendet | nicht beendet | ausgeschieden | ausgeschieden | –    |
| Männer    |                  |               |               |               |               |      |
| Filip Ude | Pauschenpferd    | 14,333        | 30            | ausgeschieden | ausgeschieden | 30   |

### Wasserball
| Wettbewerb    | Männer |
| ------------- | --- |
| Athleten      | Josip Pavić Damir Burić Antonio Petković Luka Lončar Maro Joković Luka Bukić Xavier García Andro Bušlje Sandro Sukno Ivan Krapić Anđelo Šetka Marko Macan Marko Bijač |
| Trainer       | Ivica Tucak |
| Gruppenphase  | Vereinigte Staaten (7:5) Montenegro (8:7) Spanien (4:9) Italien (10:7) Frankreich (8:9)                                                                               |
| Viertelfinale | Brasilien (10:6) |
| Halbfinale    | Montenegro (12:8) |
| Finale        | Serbien (7:11) |
| Platzierung   | Silber |

### Wasserspringen
| Athleten      | Wettbewerb        | Vorkampf | Vorkampf | Halbfinale    | Halbfinale    | Finale        | Finale        | Rang |
| Athleten      | Wettbewerb        | Punkte   | Rang     | Punkte        | Rang          | Punkte        | Rang          | Rang |
| ------------- | ----------------- | -------- | -------- | ------------- | ------------- | ------------- | ------------- | ---- |
| Frauen        |                   |          |          |               |               |               |               |      |
| Marcela Marić | Kunstspringen 3 m | 271,40   | 25       | ausgeschieden | ausgeschieden | ausgeschieden | ausgeschieden | 25   |